# Pervagor janthinosoma
Cá bò giấy sọc đen (Danh pháp khoa học: Pervagor janthinosoma) là một loài cá trong họ Monacanthidae thuộc bộ cá nóc, xuất xứ từ vùng nhiệt đới Ấn Độ Dương-Thái Bình Dương từ Đông Phi tới Samoa, phía bắc đến biển Nam Nhật Bản, phía nam đến bang New South Wales và Tonga. Nó xuất hiện ở các vùng có đá và giàu san hô trong các đầm nước và đạt đến kích thước 15 cm.

## Cá cảnh
Loài này hiếm khi xuất hiện ngoài thị trường nhưng màu sắc hấp dẫn nên người chơi có thể mua trước khi tìm hiểu về nhu cầu của nó. Loài này cũng không khác biệt nhiều so với hai loài trên, tuy nhiên nó rất nhát và dường như không thể vượt qua được điều này nên cực kỳ khó nuôi trừ phi hồ nuôi được điều chỉnh để hoàn toàn phù hợp với nhu cầu của nó và không có sự cạnh tranh nào về thức ăn.